# Златоустовская башня
Златоустовская башня — четырёхугольная глухая башня Новгородского детинца. Башня имеет четыре яруса, воздвигнута в конце XV в. на основании более ранней постройки. Название башни происходит от стоявшей неподалёку церкви Иоанна Златоуста, построенной ещё в XIV веке и существовавшей до 1694 года. Башня расположена в западной части Кремля, к западу от здания Присутственных мест.

## История
В 1484—1490 гг., во время капитальной перестройки Кремля, башня была разобрана и выстроена заново по старой основе. Облик памятника изменился незначительно, так как строители старались сохранить характерные формы. Заказчики этой постройки — великий князь Иван III и новгородский архиепископ Геннадий. Башня была разделена сводами и деревянными перекрытиями на 5-6 ярусов.
По легендам, в XVI веке башня была превращена в тюрьму и называлась в народе Тюремной, или Чёртовой, но по документам XVII века башня числится боевой, за ней закрепилось название Златоустовской, так как неподалёку от неё стояла выстроенная в 1350—1375 гг церковь Иоанна Златоуста в Околотке, которую в 1694 году разобрали.
Первоначально башня имела внутри 5-6 ярусов и узкие бойницы. Башня перестраивалась в XVI, XVII, XVIII и XIX веках. В конце XVIII века к башне пристроили постройку с двумя флигелями — весь комплекс был приспособлен под тюрьму «для мужеского полу». Арестованные содержались в башне. В южном флигеле размещалась караульня, в северном — тюремная больница. В 1832 году тюрьма в башне была закрыта, а затем с XIX века там разместился архив Казённой палаты. Значительные перестройки Златоустовской башни произошли в 80-90-е гг. XIX века, когда её приспосабливали под музей. В 1886 году в северном флигеле был открыт музей, в южном — библиотека. В 1889 году для размещения музейных коллекций была приспособлена и сама башня. Башня была разделена на три этажа. В верхнем располагался конференц-зал, во втором — коллекция оружия, в первом — помещение для сторожа. После перестройки в 1889—1892 гг. флигелей — Новгородский музей древностей.
Златоустовская — единственная из башен Детинца, которая после революции 1917 года не была занята под жильё или склад.
Во время Великой Отечественной войны башня получила значительные повреждения. После ремонта в 1946 года в башне поначалу размещалась типография газеты «Новгородская правда». В 1970-е под руководством А. В. Воробьёва башня была реставрирована частично в формах XV века, и там с 1975 года размещался штаб почётного караула новгородских школьников, нёсших ежедневно почётную «Вахту памяти» у расположенного в 50 м севернее башни поста у Вечного огня, где находится братская могила новгородцев — участников революции и гражданской войны и советских воинов, погибших при освобождении Новгорода от немецко-фашистских захватчиков — мемориал «Вечный огонь славы». В 1986 году пост прекратил существование. В Златоустовской башне и пристройке ныне размещаются службы Новгородского государственного объединённого музея-заповедника.

## Культурное наследие
30 августа 1960 года постановлением Совета Министров РСФСР № 1327 «О дальнейшем улучшении дела охраны памятников в РСФСР» ансамбль Новгородского кремля принят под охрану, как памятник государственного значения.
В 1992 году Решением юбилейного заседания Комитета Всемирного наследия ЮНЕСКО архитектурный ансамбль Новгородского кремля включён в Список Всемирного наследия.